# Vinho tranquilo
Vinho tranquilo é todo o vinho que não contém gás — ao contrário dos vinhos espumantes e frisantes —, nem é fortificado ou generoso. Os vinhos tranquilos podem ser tintos, brancos ou rosé. São utilizados na composição dos vinhos tipo mistela na proporção de 15%
Por vezes, estes vinhos são genericamente chamados vinhos de mesa. No entanto, de acordo com a legislação da União Europeia e outras, a designação "Vinho de mesa" refere-se a uma categoria, a mais básica, de classificação de vinhos.